# Ян Андрушевський
Ян Андрушевський (пол. Jan Andruszewski; 1866, Львів, Австро-Угорщина — 18 січня 1930, Немирів, Польська Республіка) — польський лікар, громадський діяч та письменник польсько-українського прикордоння

## Життєпис
Народився в 1866 році у Львові. Основну частину життя провів у селі Смолин на Яворівщині та Любачівщині. Провадив лікарську практику в Смолині, Немирові, Радружі та навколишніх селах на землях сучасного українсько-польського прикордоння.
Поза основною лікарською практикою займався літературною діяльністю. Похований на цвинтарі в Немирові. Дядько автора щоденника-спогадів «Смолин» Зиґмунта Андрушевського-молодшого, який був написаний орієнтовно в 1970 році. 
Був власником родинного маєтку у Смолині разом із парком, що його оточує, а також сільськогосподарською та лісовою садибою, поруч із сусіднім Радружем. Був придбаний у 1887 році у Львові Юзефою Андрушевською (до шлюбу Криніцька). До 1939 року він був осідком сім'ї та місцем зустрічі родини та друзів з різних куточків Польщі. У 1944 році садиба згоріла, була націоналізована совєцькою владою і передана Держсільгоспу, який потім був перетворений на радгоспи. У 2012 році, після багатьох років судових процесів з Державним казначейством, садибу частково повернули родині Андрушевських і було відновлено у її первісному вигляді.
Досі невідомим залишається місце поховання письменника. За деякими джерелами та за свідченнями нащадків, Ян Андрушевський помер 18 січня 1930 року та похований у Немирові. Однак, невідомо, чи збереглася могила досі.

## Творчість
Ян Андрушевський є автором низки оповідань та новел, в яких описував буденне життя мешканців околиць тогочасних Смолина, Немирова та Радружа, однак змальовував характери своїх героїв надзвичайно майстерно, тонко відчуваючи їх переживання та емоції.
Автор збірки творів малої прози під назвою "Із землі сліз і краси" (пол. Z ziemi łez i piękna), яка була вперше опублікована у 1905 році у «Народній книгарні». У 2022 році у рамках спільного проєкту Українського Католицького Університету, "Фундації Смолин Андрушевський" та компанії "Audiostories" під назвою «Gente Ruthenus, natione Polonus. Спадщина Яна Андрушевського зі Смоліна» було здійснено запис аудіоновел за текстами Яка Андрушевського. У планах також видання цієї збірки польською та українською мовами.
Разом із Ґабріелою Запольською у 1903 році став автором неопублікованої історичної драми під назвою «Самуель Зборовський», рукопис і машинопис якої були втрачений у роки Другої світової війни. Не виключено, що родинний екземпляр тепер зберігається десь чи то у приватних, чи у державних колекціях на теренах Німеччини. Наразі достименно встановлено, що копія книги збереглася у бібліотеці Татранському музею в Закопаному. Цей екземпляр був переписаний у Косові на замовлення Яна Андрушевського і має присвяту від 29 жовтня 1910 р. подрузі Кристині Брудзинській). Ще одна копія, переписана з оригіналу суфлером Міського театру у Львові для вистави, зберігається у Сілезькій бібліотеці. Інші примірники, начебто, зберігаються є в бібліотеці Великого театру у Варшаві і в університетській бібліотеці у Львові. 
«Самуель Зборовський» є розповіддю про чотирнадцятого козацького гетьмана Самуеля (Самійла) Зборовського, знаного лицаря, свого роду розбишаки. Драма була написана з неабияким розмахом (за словами Запольської, це був величезний сценічний проєкт за мірками того часу: колосальна кількість акторів і статистів, збудовані декорації для лицарського турніру тощо) й передана двом найкращим польським сценам – Національному Театрові у Варшаві та Міському театрові у Львові. З грудня 1903 року фрагменти IV дії трагедії публікували на першій сторінці газети «Kurier Warszawski». У міжвоєнне десятиліття драма була призабута допоки у 1934 році не була знову «відкрив» Віламом Горжицем у Львові.
28 квітня 2023 року у Центрі Шептицького Українського католицького університету спільно з Фундацією Смолін Андрушевський (Польща) відбулась презентація двомовної (українською та польською) збірки прози Яна Андрушевського «З краю сліз і краси / Z ziemi łez i piękna», а також влаштували показ документально-художнього фільму «Gente Ruthenus, natione Polonus». Вони стали важливими результатами проєкту Програми ТКС Польща–Білорусь–Україна 2014–2020 "Gente Ruthenus, natione Polonus. Спадщина Яна Андрушевського зі Смоліна".

## Фундація Смолин Андрушевський
Для відродження пам'яті про Яна Андрушевського 14 жовтня 2013 року було створено "Фундацію Смолин Андрушевський" (Fundacja Smolin Andruszewski), серед засновників якої Мацей Вітковський, Цезарій Андрушевський та Губерт Андрушевський – онуки Зиґмунта Андрушевського-молодшого – останнього довоєнного власника Смолина, що тоді знаходився у складі ґміни Раві-Руській Львівського воєводства.
Родинні матеріали, що мають стосунок до драми «Самуель Зборовський», зокрема, скани рукопису, машинопис і прес-реліз IV дії трагедії, датований початком XX ст., буде передано Жешувському університету та Українському католицькому університету у Львові, а також до Театрального академії у Варшаві для збереження пам’яті та подальших літературних і театрознавчих досліджень.